# LUCIFER
本項目における「LUCIFER」（ルシファー）は、韓国の男性5人組アイドルグループ、SHINeeの日本3rdシングル及び、このアルバムに収録されている楽曲。2011年10月12日発売。

## 解説
- 韓国の男性グループ、SHINeeの日本3rdシングル。
- この曲は2010年7月19日に韓国で発売された、正規2集 Album「LUCIFER」に収録されている『LUCIFER』の日本語版である。またカップリング曲の『Love Like Oxygen』も同様に2008年8月28日に発売された、正規1集 Album「The SHINee World」に収録されている『산소 같은 너 (Love like Oxygen) 』の日本語版である。
- カップリング曲の『Love Like Oxygen』は、デンマークの歌手 MARTIN(MARTIN HOBERG HEDEGAARD)の「SHOW THE WORLD」のリメイク曲(カバー)になる。
- 初回生産限定盤(Type A・Type B)と通常盤の3形態リリース。

## 仕様
- 【初回生産限定盤(Type A)】

　CD+DVD+フォトブックレット68P、バッチ型 MP3プレーヤーLUCIFERオリジナルPLAYBUTTON付き、特典トレーディングカード(全5種の中から1種をランダムで封入)
- 【初回生産限定盤(Type B)】

　CD+DVD+フォトブックレット68P、特典トレーディングカード(全5種の中から1種をランダムで封入)
- 【通常盤(フォトブックレット仕様)】

　CD+DVD+フォトブックレット44P、特典ポストカード(1種を初回生産分のみ封入)

## 収録曲

### CD
初回限定盤
1. LUCIFER
  - 日本語詞：STY、作曲・編曲：RYAN JHUN/YOUNG-JIN YOO/ADAM KAPIT/BEBE REXHA
2. Love Like Oxygen
  - 日本語詞：NATSUMI KOBAYASHI、作曲：SIGVARDT MIKKEL REMEE /SECON LUCAS/TROELSEN THOMAS、編曲：CHO YONG HUN
3. LUCIFER [Korean ver.]
  - 韓国語詞：YOUNG-JIN YOO、作曲・編曲：RYAN JHUN/YOUNG-JIN YOO/ADAM KAPIT/BEBE REXHA
4. Love Like Oxygen [Korean ver.]
  - 韓国語詞：KWON YOON JUNG/KIM YOUNGHU、作曲：SIGVARDT MIKKEL REMEE /SECON LUCAS/TROELSEN THOMAS、編曲：CHO YONG HUN

通常盤
1. LUCIFER
2. Love Like Oxygen

### DVD
初回生産限定盤(Type A)
1. LUCIFER Music Video
2. LUCIFER Dance Music Video[Type A]
3. LUCIFER Teaser

初回生産限定盤(Type B)
1. LUCIFER Music Video
2. LUCIFER Dance Music Video[Type B]
3. LUCIFER Teaser

通常盤
1. LUCIFER Music Video
2. LUCIFER Jacket Shooting Sketch
3. LUCIFER Music Video Shooting Sketch
4. LUCIFER Teaser